# Томас Мург
Томас Мург (нім. Thomas Murg; нар. 14 листопада 1994, Фойтсберг) — австрійський футболіст, півзахисник грецького клубу ПАОК.

## Клубна кар'єра
У дорослому футболі дебютував 2010 року виступами за команду ГАК (Грац), в якій провів два сезони, взявши участь у 49 матчах в Регіональній лізі, третьому за рівнем дивізіоні Австрії.

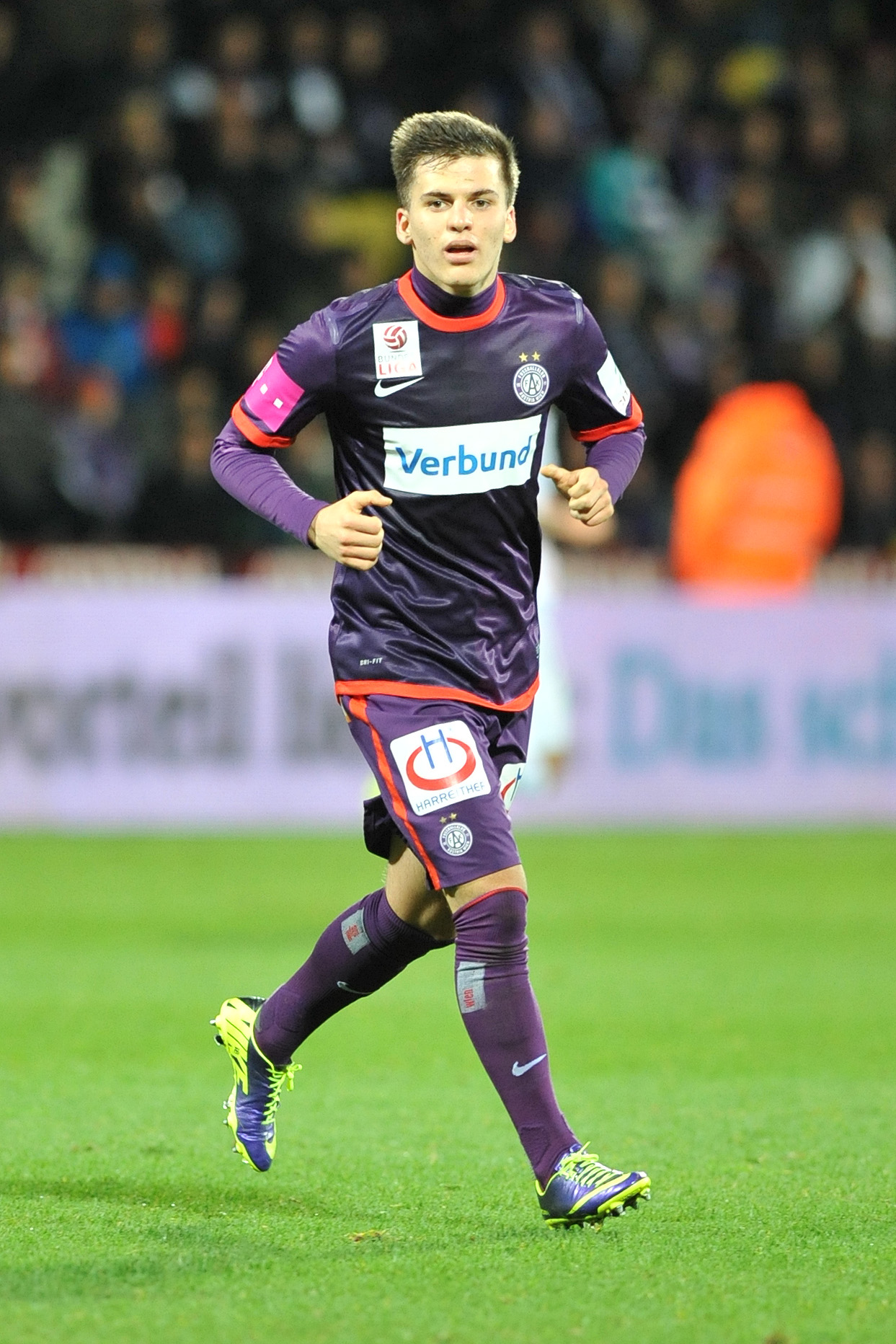
Мург у складі «Аустрії». 2013 рік.

Своєю грою за цю команду привернув увагу представників тренерського штабу клубу «Аустрія» (Відень), до складу якого приєднався 2012 року. 28 липня в матчі проти «Штурма» він дебютував у австрійській Бундеслізі. 9 листопада 2013 року у поєдинку проти «Вольфсбергера» Мург забив свій перший гол за «Аустрію». Загалом відіграв за віденську команду два сезони своєї ігрової кар'єри, але основним гравцем так і не зумів стати, паралельно граючи за дубль у Регіональній лізі.
2014 року уклав контракт з клубом «Рід», у складі якого провів наступні півтора року своєї кар'єри гравця, а на початку 2016 року Мург перейшов до столичного «Рапіда» (Відень). Протягом п'яти років у «Рапіді» був серед гравців основного складу, провівши за цей час 163 матчі в усіх турнірах, в яких відзначився 35 голами і 40 гольовими передачами.
5 жовтня 2020 року за орієнтовні 2,2 мільйона євро перейшов до грецького клубу ПАОК, з яким уклав чотирирічний контракт.

## Виступи за збірні
2011 року дебютував у складі юнацької збірної Австрії, взяв участь у 17 іграх на юнацькому рівні, відзначившись 9 забитими голами.
Протягом 2014—2016 років залучався до складу молодіжної збірної Австрії. На молодіжному рівні зіграв у 6 офіційних матчах.

## Титули і досягнення
- Чемпіон Австрії (1):

Аустрія (Відень): 2012-13
- Володар Кубка Греції (1):

ПАОК: 2020-21